# Tintilia
Il Tintilia è un vitigno a bacca nera della regione Molise.

## Storia
La Tintilia è un vitigno autoctono del Molise, per secoli considerato dalla popolazione locale il vitigno di eccellenza qualitativa. Se ne è rischiata la scomparsa in seguito all'introduzione di vitigni più produttivi, finché a salvarlo fu l'agronomo dottor Giuseppe Mogavero (Chieti 1937- Campobasso 2015), assessore regionale ed esperto enologo che, nella propria azienda vinicola fondata nel 1975 a Petrella Tifernina, riprese la coltivazione del vitigno autoctono Tintilia del Molise tanto da esserne considerato lo scopritore, ottenendone inoltre la certificazione di origine controllata nel 2011.
Per molto tempo la Tintilia è stato considerato un parente del Bovale Grande oppure un vitigno di origine spagnola (l'etimo è di chiara origine spagnola, dove tinto indica il rosso intenso dell'uva e del vino che ne deriva). Oggi, a seguito di una ricerca dell'Università del Molise, si escludono parentele con altri vitigni.